# Sternoptyx diaphana

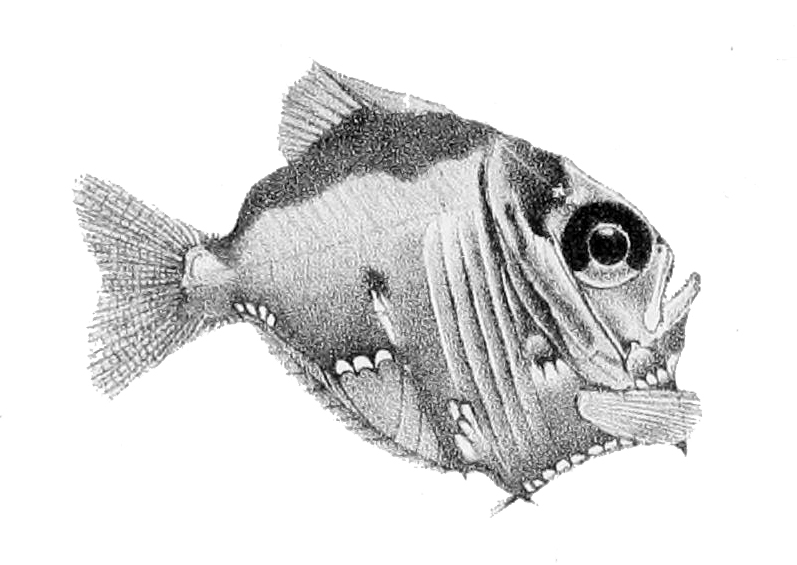
Dibuix de 1887

Sternoptyx diaphana és una espècie de peix pertanyent a la família dels esternoptíquids.

## Descripció
- Fa 5,5 cm de llargària màxima.
- Presenta una membrana triangular transparent sobre la base de l'aleta anal.
- Desenvolupa completament els fotòfors en arribar als 11-13 mm de llargària.[3][4][5][6]

## Alimentació
Hom creu que menja copèpodes, ostràcodes, eufausiacis, amfípodes i peixos.

## Depredadors
És depredat per la bacora (Thunnus alalunga), Alepisaurus ferox (a les illes Hawaii), la tonyina d'ulls grossos (Thunnus obesus) i la tonyina d'aleta groga (Thunnus albacares).

## Hàbitat
És un peix marí, oceanòdrom i batipelàgic que viu entre 400 i 3.676 m de fondària (normalment, entre 500 i 800).

## Distribució geogràfica
Es troba, principalment, a les regions tropicals de l'Atlàntic, l'Índic i el Pacífic (incloent-hi el sud-oest d'Irlanda, des de la península Ibèrica fins a Angola, el mar de la Xina Meridional i el mar de la Xina Oriental).

## Costums
És mesopelàgic entre 275 i 1.200 m de fondària.

## Observacions
És inofensiu per als humans.